# Charlotte (anime)
Charlotte (シャーロット, Shārotto) és una sèrie d'anime produïda per P.A. Works i Aniplex. Va ser escrita per Jun Maeda, amb el disseny de personatges de Na-Ga i dirigida per Yoshiyuki Asai.
És el segon projecte d'anime original de la companyia Key, després de la sèrie del 2010:  Angel Beats! . L'anime es va començar a transmetre al Japó el 4 de juliol de 2015 i va ser transmesa simultàniament per Crunchyroll i Animax Àsia a l'Àsia meridional i sud-oriental. Es va acabar de transmetre el 26 de setembre de 2015.
Dues sèries de manga estan sent serialitzades per ASCII Media Works en la seva revista Dengeki G's Comic.

## Sinopsi
La història gira al voltant de les habilitats especials que un petit percentatge de nois i noies desenvolupen durant la pubertat. El protagonista, Yuu Otosaka, utilitza el seu poder per al seu benefici propi sense que ningú ho sàpiga i porta una vida estudiantil normal i corrent. Un dia apareix davant d'ell una noia anomenada Nao Tomori, la qual també té una habilitat especial. A causa d'aquesta trobada, el destí d'aquells que posseeixen poders especials canviarà. Aquesta és la història de com aquells amb poders especials experimenten la joventut, mentre aprenen a donar-li bon ús a les seves habilitats.

## Personatges

### Principals
Yuu Otosaka (乙坂 有宇, Otosaka Yuu)
Seiyū: Kōki Uchiyama
Habilitat: Robatori de poders
Debilitat: Es desmaia durant cinc segons, a més que es col·lapsa mentalment com més habilitats robi.
És el protagonista masculí popular, germà d'en Shunsuke i també de l'Ayumi. A l'inici és un estudiant de primer any de l'acadèmia Hinomori però després de ser descobert per la Nao, queda obligat a canviar-se a l'acadèmia Hoshi-no-umi. En un principi es presenta com a algú totalment egoista, calculador i sobretot molt trampós, cosa que s'accentua quan un dia s'adona de la seva habilitat, i és que pot posseir a algú per cinc segons malgrat es desamaia quan ho fa, de manera que s'aprofita d'aquest poder per arribar a ser el "millor estudiant" i fins i tot atraure moltes noies. Tot i així, el dia que coneix a la Nao i a en Jojiro, tot això s'acaba.
Un cop ja a l'acadèmia Hoshi-no-umi, li toca estar en el consell estudiantil per buscar a aquells amb habilitats, encara que gràcies a això la seva personalitat va canviant a poc a poc en anar coneixent a la Nao, en Jōjiro, laYusa i la Missa, encara que sempre mantenint una mica els seus defectes. Després de la mort de l'Ayumi cau en total depressió i penediment, però gràcies a la Nao aconsegueix recuperar-se, desenvolupant sentiments per ella i intentant seguir amb la seva vida. Malgrat tot, en un concert de ZHIEND recupera part de la seva memòria esborrada, recordant que tenia un germà.
Al retrobar-se amb en Shunsuke, aquest li revela al seu germà que el seu poder en realitat és el de Robatori i que com a tal pot apoderar-se de les altres habilitats, demanant-li que li tregui la seva habilitat de Salt En El Temps perquè pugui rescatar a l'Ayumi. Una vegada que canvia els fets que anaven a succeir, queda obligat a ocultar-se fins que desapareguin els seus poders ja que és la persona que més corre perill, però són descoberts i segresten a la Nau i a en Kumagami, de manera que en Yuu es veu obligat a rescatar-los, però les coses no surten bé, ja que perd un ull i després utilitzar accidentalment l'habilitat d'ensorrament que havia robat a la seva germana, la Nau queda malferida i en Kumagami mor salvant-la.
Un cop està recuperant-se a l'hospital, s'adona que tot ha estat un fracàs, i després d'una xerrada amb la Nao i el seu germà, es dona compte que és l'únic que pot salvar a tots els nois i noies amb habilitats (ja que aquests es veuen en perill degut a organitzacions que els exploten experimentalment). Per aquest motiu decideix viatjar per tot el món per tal de robar les habilitats de tothom abans que acabi l'adolescència, perquè quan aquesta acabi ja no tindrà l'oportunitat de salvar a aquests joves perquè al convertir-se en adult, ja no tindrà la seva habilitat especial. Després de fer una promesa molt important amb la Nau i d'acomiadar-se dels seus amics se'n va, i encara que li és molt difícil, aconsegueix el seu objectiu però a costa de perdre gairebé tots els seus records. Al final es troba de nou amb els seus amics i amb la Nau, la qual li recorda la promesa que es van fer, convertint-se en la seva nòvia i ajudant-lo a recuperar-se.
Nao Tomori (友利 奈緒, Tomori Nao)
Seiyu: Ayane Sakura
Habilitat: Invisibilitat
Debilitat: Només es pot tornar invisible quan agafa d'objectiu a una persona, mentre que els altres poden veure-la
És la protagonista femenina, germana menor de Kazuki, estudiant de primer any i president del consell estudiantil de l'acadèmia Hoshinoumi. Al costat d'en Jojiro s'encarreguen de buscar a totes les persones que han desenvolupat habilitats, incloen-t'hi a en Yuu, qui després de vigilar-lo col·locar-li un parany, l'obliguen a canviar-se de acadèmia. Tot i ser la president del consell estudiantil, la veritat és que no es porta bé amb gairebé ningú, de fet no té cap amiga i més aviat la menyspreen, encara que ella no li dona més importància a això a causa que no li agrada confiar en gairebé ningú. A més de es caracteritza per tenir poca paciència i un temperament peculiar, encara que també és bastant persistent i intel·ligent. Té el costum de passar-se gairebé tot el dia gravant amb la seva càmera de vídeo.
Durant la seva infància la seva mare els va vendre a uns científics ja que el seu germà gran havia despertat els seus poders. Tot i que ella al començament no sabia el que passava, comença a sospitar quan no aconsegueix tornar a veure el seu germà tal com era abans. Un dia decideix fugir del lloc, deixant aquest fet una ferida, però quan coneix a e Yuu i comencen a conèixer-se, ella comença a obrir-se una mica més. De fet quan mor l'Ayumi i en Yuu cau en depressió, ella decideix deixar temporalment els seus estudis per acompanyar-lo i vigilar-lo sense que ell se n'adonés, havent d'aparèixer per evitar que fes una bogeria, i mitjançant les seves paraules i accions aconsegueix ajudar-lo.
Ella va mostrant interès per en Yuu poc a poc, com quan li convida a un concert de la seva banda de música preferida: ZHIEND, encara que no comptava que aquest concert faria recuperar una sèrie de records a en Yuu mentre estava inconscient (i així més endavant revela que ja coneixia en Shunsuke, el germà d'en Yuu). Després d'utilitzar-se l'habilitat de salt en el temps i retrobar-se amb en Shunsuke, ella no va poder tornar a veure a en Yuu i a l'Ayumi. Més endavant, però, és segrestada, torturada i presa com a ostatge per atraure en Yuu, de manera que quan aquest fa servir l'habilitat d'ensorrament, ella es trobava amb en Kumagami en un soterrani a sota d'ell, i tot i haver estat protegida pel seu company el qual perd la vida, ella també va resultar malferida.
Un cop es recupera se'n va parlar amb en Yuu, i gràcies a ella, ell decideix utilitzar la seva habilitat per tal de salvar-los a tots, no sense abans escoltar com se li declara i fer-li la promesa que si torna un cop complert amb la seva missió serien parella. Abans que ell marxi, li regala a en Yuu un mini bloc de notes amb paraules en anglès perquè li serveixi d'ajuda a l'estranger (un objecte que es tornaria molt important, com un amulet). Al final quan en Yuu es desperta a la clínica, després d'haver complert la seva missió, ella està cuidant-lo i s'entristeix una mica en saber que ell va perdre els seus records, però afirma enèrgicament que és la seva novia i que seguirà al seu costat.
Jōjirō Takajō (高城 丈士朗, Takajō Jōjirō)
Seiyu: Takahiro Mizushima
Habilitat: Moure's a velocitats molt ràpides (teletransportar-se)
Debilitat: No pot parar-se a on vulgui, quedant vulnerable a qualsevol tipus de ferida o lesió.
És un estudiant de primer any i membre del consell estudiantil de l'acadèmia Hinomori, també és l'encarregat des del principi de cercar a aquells amb habilitats, sent Yuu un dels seus objectius. Ell és un fan enamorat de la Yusa, malgrat que li té una mica de por a la seva germana bessona, la Missa, però d'una manera o altra aconsegueixen portar-se bé.
És bastant alegre i de vegades sembla estar molt relaxat però sempre està pendent de tothom. De fet no li importa sortir danyat si és per ajudar els seus amics (encara que sigui per tonteries), és per això que és bastant proper a la Nau i a en Yuu tot i seves peculiars formes de ser. A causa de la seva habilitat va haver d'enfortir bastant el seu cos, fins i tot, ha de fer servir protecció sota el seu uniforme per poder disminuir una mica el mal, però en més d'una ocasió ha de ser hospitalitzat.
Decideix lliurar per voluntat pròpia el seu poder a en Yuu abans que aquest marxés i, en el final de l'anime, es troba reunit amb tots el seu amics.
Yusa Nishimori (西森 柚咲, Nishimori Yusa) /
Seiyu: Maaya Uchida
Habilitat: Medium.
Debilitat: No pot controlar quan invoca a l'esperit, no està conscient mentre està posseïda.
És una ídol adolescent de la banda How Low-Hello i obté el sobrenom de "Yusarin". S'uneix a l'acadèmia Hinomori com una estudiant de primer any i membre del consell estudiantil, després que aquest consell l'anés a buscar. És bastant innocent i amable amb tots, de fet resol qualsevol classe de dilemes amb els seus "encanteris" que són cançons curtes dels seus programes de TV.
No està del tot assabentada de que posseeix una habilitat, de fet ella creu que pateix alguna mena de narcolèpsia a causa que quan l'esperit de la seva germana posseeix el seu cos, ella perd la seva consciència i creu que el que ha passat és un somni, però sap de l'existència de les habilitats i ajuda al consell estudiantil. Ella té molts amics a causa de la seva forma de ser, això inclou a la Nau, a en Yuu i en Jōjirō.
Molt més tard al acomiadar-se d'en Yuu, ella li lliura la seva habilitat i va poder descobrir que la seva germana sempre va estar amb ella a través d'una carta que aquesta li deixa, cosa que la fa feliç. Al final es reuneix amb els seus amics.
Misa Kurobane (黒羽 美砂, Kurobane Misa)
Seiyu: Maaya Uchida
Habilitat: Ignició, genera i controla el foc
Debilitat: No se sap exactament, tot i que degut a la seva condició, està lligada a la força de la seva germana
És la germana gran de la Yusa que es va morir sis mesos abans dels esdeveniments de la història. Tot i així, gràcies a l'habilitat de la seva germana, pot seguir present posseint-la i pot actuar a la seva voluntat quan ella ho desitgi.
Quan ella pren el cos de la seva germana, la Yusa canvia els seus ulls blaus a vermell intens i el seu cabell també canvia. De la mateixa manera, la seva personalitat es torna brusca, competitiva i tosca, fet que fa témer a en Jōjirō, encara que d'una manera o altra aconsegueix portar-se bé amb tots, de manera que també ajuda al consell estudiantil amb la seva habilitat. Tot i que li molesta el fet d'estar morta, ho accepta i respecta en major mesura de no fer servir el cos de la Yusa per fer les coses que faria en vida, pel que decideix abandonar tot contacte que tenia mentre era viva.
Ella sabia que el seu temps amb els seus amics estava limitat a la durada de les habilitats, així i tot, quan en Yuu decideix executar la seva missió per tot el món, ella decideix que també havia de robar-li tant la seva habilitat com la de la seva germana, perquè després de tot ella no hauria d'estar en aquest món. Finalment, li deixa una carta explicant-li a la seva germana que sempre va estar amb ella i que va gaudir molt de tot aquest temps.
Ayumi Otosaka (乙坂 歩未, Otosaka Ayumi)
Seiyu: Momo Asakura
Habilitat: Ensorrament
Debilitat: És difícil de controlar, arrisca la vida de l'usuari i de tots aquells dins del rang d'abast
És la germana petita d'en Yuu i d'en Shunsuke, amb una actitud bastant alegre, enèrgica i molt positiva. Ella sempre s'està preocupant i intentant cuidar el seu germà Yuu, havent de tenir cura de la casa sola quan ell està embolicat en els seus assumptes. Té la tendència d'utilitzar en tots els àpats salsa de pizza, cosa que té en desesperació al seu germà però que la segueix complaent. També és una gran fan de la Yusa, tant que quan la veu en els seus vídeos té hemorràgies nasals.
Ella també desenvolupa una habilitat sense assabentar-se mentre estava malalta, però lamentablement fa servir la seva habilitat d'ensorrament quan estava sent amenaçada per una companya gelosa la qual l'atacava amb un cúter, esfondrant la meitat de l'escola i morint en aquest moment. Arrel d'aquesta desgràcia, el seu germà entra en una gran depressió per no poder haver fet alguna cosa per salvar-la. No obstant això, gràcies al fet que en Yuu fa servir l'habilitat de salt en el temps robada al seu germà gran, aconsegueix robar-li a l'Ayumi l'habilitat d'ensorrament i defensar-la de l'atac de la seva companya, evitant la seva mort i modificant el futur.
Al final es troba feliç amb els seus amics mentre la Nao està gravant.

### Altres
Shunsuke Otosaka (乙坂 隼翼 Otosaka Shunsuke?)
Seiyu:Daisuke Ono
Habilitat: Salt temporal.
Debilitat: Amb cada ús del seu poder, va perdent la vista, sense la vista tot i que sigui d'un oll, no pot fer servr la seva habilitat.
És el germà gran d'en Yuu i de l'Ayumi, bastant calmat i alegre encara que bastant calculador. Gran amic d'en Kumagami, fundador de l'acadèmia Hoshinoumi i protector de tots els que posseeixen habilitats. És un personatge clau per la seva habilitat.
Inicialment, tant ell com els seus germans i molts dels seus amics van ser capturats pels científics, de manera que vivien sota constants experiments, encara que a ell el mantenien en una cambra totalment immobilitzat amb els seus ulls tapats. Gràcies al pla d'en Yuu i d'en Kumagami, aconsegueixen alliberar-lo perquè fes servir la seva habilitat de salt temporal i modifiqués el futur, però va haver de fer-la servir moltes vegades perquè sempre fracassaven. Sabia que es quedaria cec en el seu últim ús pel que va decidir preparar alguna cosa realment gran amb els seus amics per poder protegir-los a tots, resultant exitós almenys fins a cert punt.
Quan es retroba amb el seu germà Yuu, li explica tot el que ha estat fent i la manera de rescatar l'Ayumi, permetent que li robi la seva habilitat perquè canviï el futur de nou, i en fer-ho, aquest cop l'obliga a quedar-se al seu amagatall per a la seva seguretat, però no comptava amb una sèrie d'infortunis que ocorrerien, entre ells la mort d'en Kumagami que per en Shunsuke va ser massa forta, caient en depressió. Més Tard, en Yuu li explica el seu pla i encara que se sentia pessimista, ho accepta. Durant la missió d'en Yuu es trobava molt preocupat per ell, especialment quan perden el contacte, però d'una manera o altre aconsegueix trobar-lo i rescatar-lo quan es desmaia en complir amb el seu pla.
Kumagami
Seiyu: Eiji Takemoto
Habilitat: Conèixer la ubicació i l'habilitat d'una persona aleatòria.
Debilitat: No aconsegueix conèixer el lloc exacte.
A l'inici es presenta com un estudiant misteriós que ajuda al consell estudiantil de Hoshinoumi, utilitzant la seva habilitat i donant informació de l'objectiu, sempre apareixent totalment mullat amb l'excusa que així funcionaven els seus poders, però en realitat ho feia per amagar la seva identitat.
En un principi ell també va ser atrapat pels científics, encara que aprofitant que ningú coneixia la veritable habilitat d'en Yuu, li indica a aquest a qui havia de robar-li les seves habilitats per poder alliberar en Shunsuke, i que aquest els salvarà, resultant exitós el pla. Després del primer salt temporal, en Shunsuke sempre el buscava primer tant per la seva habilitat com per ser el seu gran amic, reunint a l'equip i intentant donar les seves millors idees, encara que la majoria van acabar en fracàs.
Quan en Yuu recupera la seva memòria i fa el seu salt temporal, salva la vida de l'Ayumi i, posteriorment, se'n va a buscar en Shunsuke. Després d'això, lamentablement és segrestat amb la Nau, sent torturats perquè diguessin tot el que sabien. Quan en Yuu accidentalment activa l'habilitat d'ensorrament, els que es trobaven exactament a baix van patir les conseqüències, sent en Kumagami la víctima protegint a la Nau. Les seves últimes paraules se les diu a en Shunsuke en els seus braços, preguntant sobre el seu sobrenom "Pooh".
Maedomari
Seiyu: Natsuki Hanae
Habilitat: Borrar records.
Debilitat: Necessita contacte directe i tarda molt durant el procés. L'afectat pot recuperar-los si presencia alguna cosa molt estimulant en aquell moment que li ajudi a recordar.
És un dels personatges que treballa directament amb en Shunsuke, a més que inicialment també havia estat capturat pels científics. Ell és qui li esborra els records a en Yuu i a l'Ayumi per petició d'en Shunsuke, perquè no es preocupessin per ell.
Shichino
Seiyu: Kengo Kawanishi
Habilitat: Poder traspassar objectes sòlids.
Debilitat: Calmolta energia fins i tot per travessar una paret.
És un personatge amb una personalitat tosca, treballa per en Shunsuke i també havia estat capturat pels investigadors. Ajuda a en Yuu en el seu pla d'alliberar en Shunsuke, salvant-lo i donant-li els seus poders. Pel que sembla no li agrada per res en Yuu, i menys encara quan s'assabenta que per usar l'habilitat d'ensorrament, mor el seu amic Kumagami.
Medoki
Seiyu: Asami Seto
Habilitat: Desmaiar/dormir a qualsevol persona.
Debilitat: Es dorm/desmaia ella mateixa al cap d'uns segons.
És un personatge tímid, però servicial. Treballa amb en Shunsuke i també ha estat capturada pels científics anteriorment. La seva habilitat és molt útil a l'hora de desactivar enemics sense danyar-los. El seu poder sembla complementar-se amb el d'en Maedomari, ja que podrien desmaiar als seus objectius i després eliminar els records de la persona corresponent, com quan en Shunsuke va voler desaparèixer de les vides d'en Yuu i de l'Ayumi.